# ABS (motoryzacja)
Przeciwblokujący układ hamulcowy (ABS, niem. Antiblockiersystem; ang. anti-lock braking system) – układ, który wyczuwa poślizg kół i automatycznie moduluje ciśnienie, wytwarzając siły hamowania przy kołach, które ograniczają stopień poślizgu.
Jest zaliczany do grupy układów advanced vehicle control systems (albo automated highway systems). Jego bezpośrednim rozwinięciem są systemy ASR. Jest on również wykorzystywany jako element składowy bardziej rozwiniętych układów jak ESP czy Adaptive Cruise Control.
Układ ABS zmniejsza ryzyko wystąpienia następujących zjawisk występujących po zablokowaniu kół, jak ściąganie samochodu w bok, wirowanie samochodu, utrata kontroli nad kierowaniem samochodem. Długość drogi hamowania pojazdu wyposażonego w system ABS w porównaniu do identycznego pojazdu bez tego systemu uzależniona jest od kilku czynników, takich jak: warunki zewnętrzne oraz umiejętności kierowcy.

## Porównanie technik hamowania
W samochodach bez systemu ABS w przypadku konieczności hamowania awaryjnego kierowca musi starać się hamować tak, by utrzymać kontrolę nad samochodem. Przy nagłym naciśnięciu hamulca może nastąpić zablokowanie kół, co prowadzi do utraty sterowności. Zaleca się, by przy konieczności silnego hamowania stosować hamowanie przerywane. Hamowanie to polega na intensywnym wciśnięciu hamulca, a w momencie, gdy koła przestają się obracać, odpuszczeniu hamulca, by natychmiast znów silnie nacisnąć hamulec. W momentach silnego naciśnięcia hamulca uzyskuje się dużą siłę hamowania, a w momentach puszczenia asymetria oporów toczenia hamuje ruch poprzeczny samochodu, umożliwiając jego sterowanie.
W samochodzie wyposażonym w system ABS najefektywniejszym sposobem hamowania jest jak najszybsze i jak najmocniejsze wciśnięcie pedału hamulca i jednoczesne wciśnięcie pedału sprzęgła.
Wciśnięty pedał sprzęgła minimalizuje możliwość zgaśnięcia silnika samochodu, co spowodowałoby automatyczne wyłączenie wszystkich systemów wspomagających kierowcę (ABS, wspomaganie siły hamowania, asystent hamowania, kontrola toru jazdy, wspomaganie układu kierowniczego itp.). Poza tym uruchomiony silnik pozwoli w razie potrzeby natychmiast usunąć się z drogi innym pojazdom.
Działający ABS sygnalizuje swoje działanie poprzez wypychanie pedału hamulca w stronę przeciwną do kierunku, w którym wciskany jest nogą kierowcy, jednak pomimo tego nie należy zmniejszać siły nacisku na pedał. Badania kierowców pokazały, że 80% kierujących samochodem wyposażonym w ABS, przestraszonych objawami działania systemu ABS (wypychanie i drżenie pedału hamulca), zmniejsza siłę nacisku nogi na pedał hamulca, co powoduje znaczne wydłużenie drogi hamowania. Tej podświadomej reakcji ma zapobiegać Brake Assist System.
Podsumowując, dzięki swoim właściwościom system ABS bardzo sprawdza się w sytuacjach awaryjnych ponieważ pozwala utrzymać kontrolę nad kierunkiem jazdy. W niektórych przypadkach droga hamowania z użyciem ABSu jest krótsza niż z zablokowanymi kołami np. na suchym asfalcie potrafi wyhamować na dystansie krótszym o 36%, a podczas deszczu przy prędkości 100 km/h zatrzymać się o 45 metrów bliżej niż samochód bez ABS-u. To najlepiej obrazuje przydatność systemu w trudnych warunkach. Wszystko dzięki temu, że ABS ma natychmiastową reakcję na poślizg i moduluje ciśnienie w obwodach hamulcowych wszystkich kół nawet kilkanaście razy na sekundę. Pozwala to też zachować większą stabilność auta podczas hamowania na zakrętach. W przypadku hamowania na liściach droga hamowania może być dłuższa, gdyż zablokowane koła przecierają liście i mają większa siłę hamowania na asfalcie, który jest pod liśćmi. ABS w tym przypadku pozwala kołom się obracać i co uniemożliwia przetarcie liści i hamowanie na asfalcie. Przy hamowaniu na śniegu zablokowane koła tworzą klin śnieżny, który wyhamowuje pojazd. Przy działającym ABSie klin nie powstaje i droga hamowania może się wydłużyć.

## Zasada działania
Utrata sterowności samochodu podczas hamowania następuje, gdy koła z co najmniej jednej osi samochodu przestają się obracać. Wówczas różnice sił hamowania na poszczególnych kołach wprawiają samochód w ruch obrotowy wokół osi pionowej. By zapobiec temu zjawisku, wprowadzono system zapobiegający blokowaniu (zatrzymywaniu) kół podczas hamowania. System naśladuje hamowanie impulsowe, ale robi to znacznie dokładniej niż kierowca, gdyż pozwala na utrzymanie współczynnika poślizgu koła na poziomie 10–30%. W tych warunkach sterowność pojazdu zachowana jest na satysfakcjonującym poziomie (koła wciąż mogą przenosić stosunkowo wysokie siły poprzeczne odpowiedzialne za sterowność), a jednocześnie współczynnik przyczepności jest zbliżony do wartości współczynnika przyczepności przylgowej (najwyższej osiągalnej dla danej nawierzchni), co pozwala na skrócenie drogi hamowania.
System kontroluje obroty kół podczas hamowania i jeżeli kierowca naciśnie tak silnie na hamulec, że jedno z kół obraca się wolniej niż pozostałe, to system ABS zmniejsza na chwilę siłę hamowania obwodu, w którym jest to koło lub tylko tego koła (w nowszych układach); jeżeli koło ponownie zacznie się obracać, siła hamowania jest ponownie zwiększana. Cykle redukcji siły hamowania są bardzo szybkie.

## Budowa

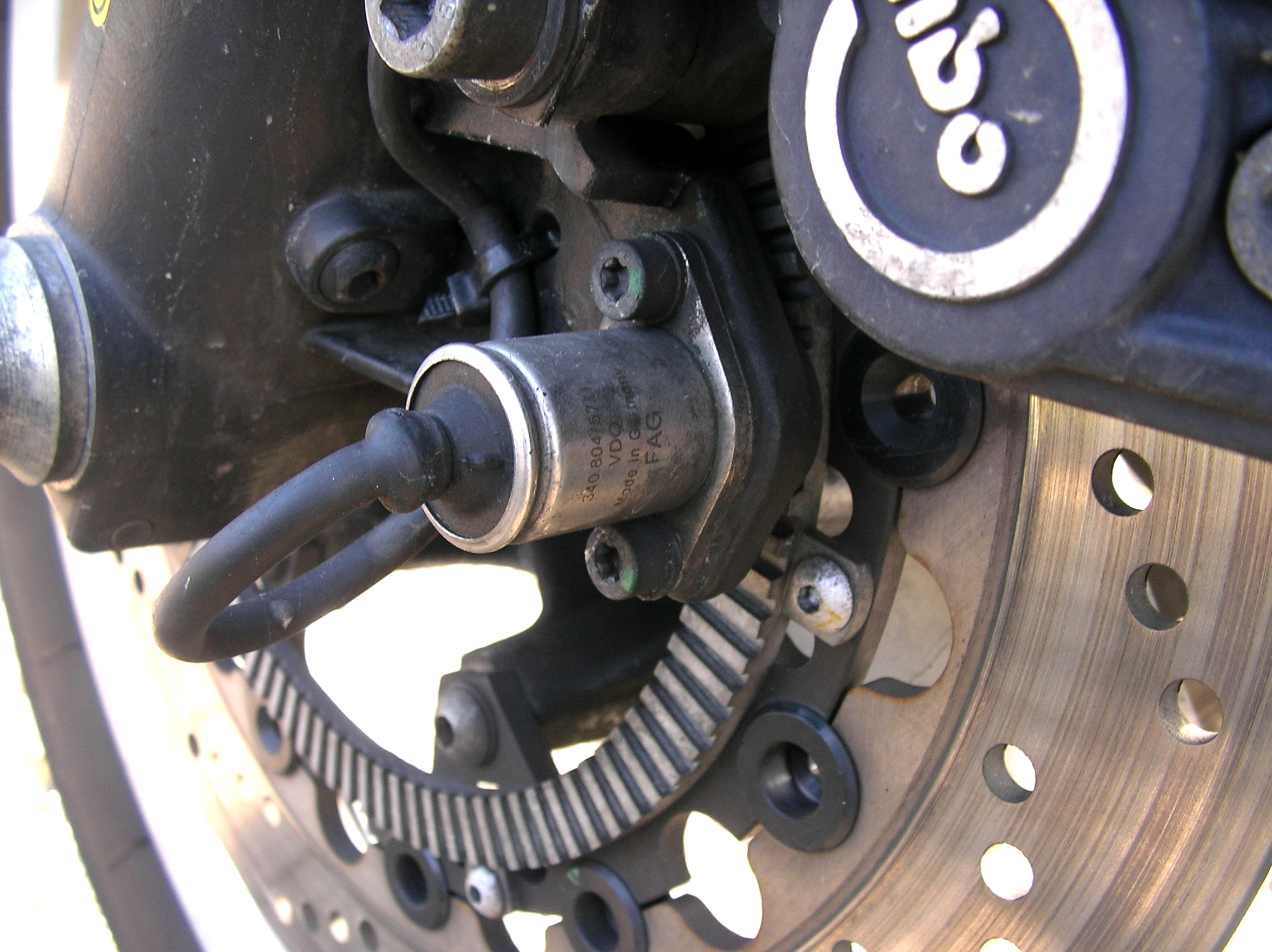
Układ pomiarowy mierzący prędkość obrotową należący do systemu ABS

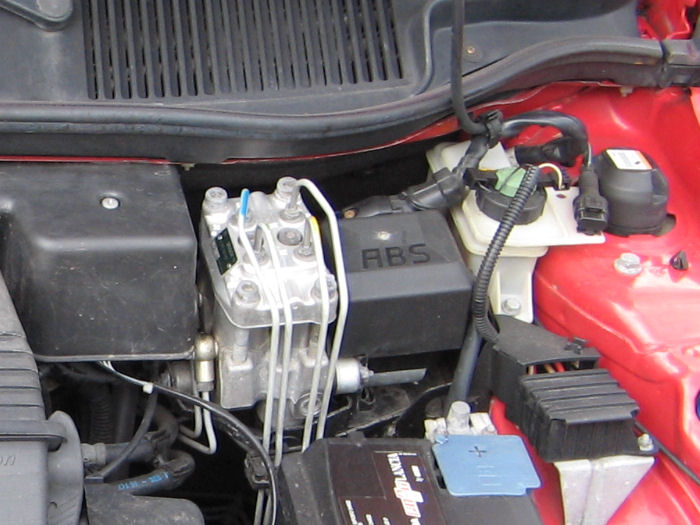
Jednostka sterująca wraz z zaworami hydraulicznymi systemu ABS w samochodzie Fiat Punto rocznik 1995

Typowy system ABS zbudowany jest z układów kontrolujących prędkość obrotową każdego z kół oraz zaworów (układów) zmniejszających ciśnienie oddzielnie w każdym obwodzie hamowania, a w rozbudowanych układach indywidualnie na każdym kole. Działanie zaworów jest sterowane przez system komputerowy na podstawie obrotów kół.
Podstawowe elementy układu ABS (czteroobwodowego)
1. Czujniki prędkości obrotowej kół jezdnych (działające na zasadzie indukcji magnetycznej, bez zużywających się elementów mechanicznych)
2. Elektrozawory regulujące ciśnienie w obwodzie każdego koła (elektrozawory z wyłączonym zasilaniem nie wpływają na pracę układu hamulcowego)
3. Centrala sterująca

Na bazie czujników ABS działa system EDS.
Algorytm działania układu ABS
ABS mierzy prędkość obrotową wszystkich kół i nie ingeruje w działanie układu hamulcowego, dopóki nie dostanie sygnału, że hamulec został uruchomiony przez kierowcę.
W fazie pracy hamulca ABS wykrywa poślizg dowolnego koła (lub kilku kół) i elektrozaworami moduluje ciśnienie w obwodzie tego koła. Wykrycie poślizgu odbywa się na 2 sposoby:
1. Koło gwałtownie przestało się kręcić – poślizg
2. Koło zaczyna kręcić się wolniej niż pozostałe koła. Koło takie rozpoczyna poślizg i za chwilę zatrzyma się. ABS musi tu uwzględniać fakt, że różnica prędkości na zakręcie jest zjawiskiem normalnym. ABS nie ma informacji o położeniu kierownicy, więc różnice w obrotach muszą być na tyle duże, aby ABS miał pewność, że wynikają one z poślizgu. W przeciwnym razie ABS nie działałby na zakręcie na koła jadące po jego zewnętrznej stronie.

W przypadku wykrycia poślizgu ABS zmniejsza ciśnienie w obwodzie koła tak długo, aż koło odzyska prawidłową prędkość. Siła hamowania tego koła ulega zmniejszeniu, ale koło cały czas jest hamowane (tylko słabiej). Po odzyskaniu obrotów przez koło, ABS przywraca ciśnienie w jego obwodzie. Ciśnienie to jest zależne od siły nacisku na pedał hamulca.
Cykle modulacji ciśnienia w obwodach kół są przez ABS powtarzane, przy czym w miarę trwania hamowania mogą one być coraz precyzyjniej obliczane. W początkowej fazie hamowania czas chwilowego poślizgu może być większy niż w fazie końcowej.
W momencie wyhamowania pojazdu do prędkości ok. 5–6 km/h ABS przestaje zmniejszać ciśnienie w obwodzie hamulcowym, pozwalając na całkowite zatrzymanie pojazdu.
W czasie jazdy bez hamowania system oblicza prędkość pojazdu i potrafi tę informację wykorzystać w chwili rozpoczęcia hamowania. ABS wykonuje ciągłą autodiagnozę. Jeśli np. w czasie jazdy ABS wykryje brak impulsów od któregoś z kół, uznaje to za awarię czujnika obrotów koła, zapala lampkę „Awaria ABS”. Działanie ABS-u zostaje całkowicie wyłączone dla wszystkich kół. Hamulec będzie w takim przypadku działać jak zwykły hamulec bez ABS-u. Awaryjne wyłączenie ABS-u może także wystąpić na skutek wykrycia innych problemów jak:
- spadek ciśnienia w układzie hamulcowym (np. wskutek uszkodzenia przewodu hamulcowego)
- brak reakcji koła na modulowanie ciśnienia w obwodzie (np. wskutek zerwania przewodu od elektrozaworu)
- inne problemy wykryte przez centralkę ABS, a objawiające się niespójnością sygnałów z czujników układu.

Ideą układu ABS jest eliminacja poślizgu, ale mimo to w czasie hamowania z ABS-em minimalny poślizg występuje. Jest on nieunikniony, ponieważ ABS musi najpierw wykryć poślizg, aby potem móc go zlikwidować. Jednakże w całym procesie hamowania z ABS-em układ dąży do uzyskania optymalnego poślizgu (umożliwiającego kierowanie i hamowanie).
Wraz z rozwojem techniki dążono do zmniejszenia masy i wielkości urządzenia przy jednoczesnym zwiększeniu możliwości systemu (np. zwiększenie szybkości działania czy dodanie nowych funkcji). Poniższa tabela prezentuje zależność pomiędzy masą a ilością pamięci operacyjnej kolejnych generacji systemów ABS produkowanych przez głównego ich dostawcę – firmę Bosch (konkurencyjne wobec niej rozwiązania proponują firmy TRW oraz Teves).
| Generacja | Rok wprowadzenia | Masa [kg] | Ilość pamięci [kB] |
| 2.0       | 1978             | 6,3       | 8                  |
| 2E        | 1989             | 6,2       | 8                  |
| 5.0       | 1992             | 3,8       | 16                 |
| 5.3       | 1995             | 2,6       | 24                 |
| 5.7       | 1998             | 2,5       | 32                 |
| 8.0       | 2001             | 1,6       | 128                |

## Korzyści ze stosowania ABS
Kierowca prowadzący samochód wyposażony w system ABS w przypadku hamowania awaryjnego może bez obawy wpadnięcia w poślizg silnie nacisnąć na pedał hamulca. Układ ABS ograniczy siłę hamowania tak, by nie doszło do zablokowania kół i niekontrolowanego poślizgu, w którym nie działa kierowanie samochodem, a w przypadku różnicy w przyczepności poszczególnych kół do podłoża występuje zmiana toru jazdy lub obracanie się pojazdu. W takich sytuacjach, szczególnie u kierowców bojących się ostro hamować z powodu niebezpieczeństwa wpadnięcia w niekontrolowany poślizg, system ABS powoduje skrócenie drogi hamowania.
Obecnie stosowane czterokanałowe systemy ABS umożliwiające niezależną kontrolę poślizgu dla każdego koła pozwalają na zwiększenie bezpieczeństwa procesu hamowania pojazdu w sytuacjach, w których poszczególne koła poruszają się po powierzchniach o różnych współczynnikach przyczepności (np. w sytuacji, gdy część kół znajduje się na poboczu, a część na asfalcie). System skraca też znacznie drogę hamowania w samochodzie z obciążeniem osi samochodu (kół) nieproporcjonalnego do siły hamowania danych osi. W przypadku nierównomiernego rozłożenia obciążenia pojazdu, koła słabiej obciążone zostają zablokowane, podczas gdy koła obciążone nie wykorzystują jeszcze całkowicie swych możliwości hamujących. Układ ABS dobierze siłę hamowania stosownie do obrotów kół.
System ABS ma bardzo duże znaczenie w zespołach składających się z kilku pojazdów (ciągnik z naczepą lub samochód z przyczepą). W pojazdach tych drugi człon, gdy utraci sterowność, porusza się w poprzek kierunku jazdy i może spowodować przewrócenie całego pojazdu.
ABS pomaga także przy hamowaniu na zakręcie. Samochód bez ABS-u mógłby w takim przypadku stracić sterowność. ABS pomaga (ale nie gwarantuje) odzyskać sterowność przy poślizgu bocznym. Silne naciśnięcie hamulca i odpowiednie ruchy kierownicą pomagają wyprowadzić samochód z poślizgu, co może pozwolić na bezpieczne zahamowanie lub ominięcie przeszkody.
Gdyby pojazd wpadł w poślizg boczny (wywołany np. szybkim manewrem kierownicą na śliskiej nawierzchni), to po naciśnięciu hamulca system ABS będzie kontynuować hamowanie zgodnie z zasadą działania ABS-u. Przy poślizgu idealnie poprzecznym może to powodować wyłączenie hamowania kół (które się nie kręcą) na dłuższy czas, niż ma to miejsce w czasie hamowania przy jeździe na wprost.
W pewnych sytuacjach system ABS wydłuża drogę hamowania, np. gdy na nawierzchni o dobrej przyczepności znajduje się cienka warstwa luźna (np. liście, piasek, śnieg, błoto). W takiej sytuacji zablokowane koła przetarłyby słabą warstwę i nastąpiłoby zwiększenie siły hamowania, a w układzie z systemem ABS koło hamuje na warstwie o niższym współczynniku przyczepności.

## System wspomagania nagłego hamowania
W sytuacji awaryjnej, gdy kierowca musi nagle zahamować, ważne jest, aby hamulec był naciśnięty na tyle mocno, aby uzyskać maksymalną siłę hamowania wszystkich kół. Aby zwiększyć skuteczność nagłego hamowania, stosuje się systemy Wspomagania Nagłego Hamowania zwane także HBA (ang. Hydraulic Brake Assist). System ten wyczuwa, że pedał hamulca jest naciskany gwałtownie, i uznaje to za potrzebę użycia największej siły hamowania w sytuacji wymagającej nagłego zahamowania pojazdu. System zwiększa ciśnienie w układzie hamulcowym do takiego poziomu, że zaczyna działać układ ABS.

## Historia
- 1966 – brytyjska firma Jensen wprowadziła model Jensen FF wyposażony seryjnie w system ABS Maxaret firmy Dunlop działający na tylną oś.
- 1969 – Lincoln oferował system ABS nazywany „Sure Track” w modelu Continental Mark III
- 1971 – Cadillac oferował jako wyposażenie specjalnie sterowany komputerowo system ABS na tylnej osi.
- 1971 – Chrysler oferował system ABS nazwany „Sure Brake” w modelu Imperial działający na wszystkie cztery koła
- 1978 – Bosch wprowadził na rynek system ABS (ABS 2), który zastosowano początkowo w samochodach Mercedes-Benz klasy S, następnie u BMW.
- 1989 – Bosch wprowadził na rynek wersję 2E systemu ABS.
- 1993 – Bosch wprowadził na rynek piątą generację systemu ABS (ABS 5.0) ułatwiająca połączenie z systemem ASR.
- 1995 – Bosch wprowadził na rynek generację systemu ABS 5.3 posiadającą mniejsze wymiary komponentów.
- 1998 – Bosch wprowadził na rynek generację systemu ABS 5.7 zmniejszającą poziom hałasu działania systemu oraz umożliwiającą integrację z systemem ESP.
- 2001 – Bosch wprowadził na rynek ósmą generację systemu ABS (ABS 8) zmniejszającą masę i wymiary komponentów.
- 2003 – 69% nowych modeli aut wyprodukowanych na całym świecie było standardowo wyposażonych w ABS.
- 1 maja 2004 – na obszarze Unii Europejskiej wprowadzony został wymóg wyposażenia nowych samochodów osobowych w ABS.

## Polski odpowiednik
Pod koniec lat 80. w Fabryce Samochodów Osobowych w Warszawie przy współpracy Wojskowej Akademii Technicznej im. Jarosława Dąbrowskiego w Warszawie został opracowany „polski ABS” – Hamulcowy Układ Antypoślizgowy (HUAP, pot. „chłop”).